# Митрофан Воронезький

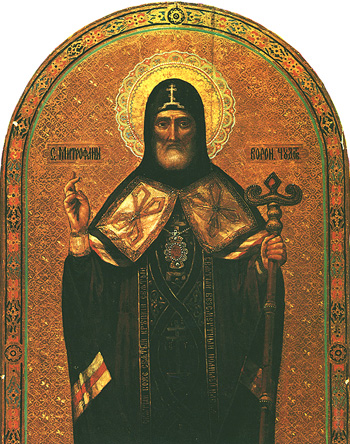
святитель Митрофан Воронізький

Митрофан Воронізький (в схимі Макарій) (*6 листопада 1623, Антилохово, Московське царство — †23 листопада 1703, Вороніж, Московське царство) — єпископ Руської Православної Церкви, перший єпископ Воронізький. Прославлений у лику святих 25 червня 1832 року.
Митрофан Воронезький благословив царя Петра Першого на будівництво російського військового флоту та Азовський похід. На похоронах єпископа Петро Перший особисто виносив його труну.

## Життєпис
Майбутній святитель народився під іменем Михайло в родині православних священиків. Про це свідчить його власний синодик, який дійшов до нашого часу.
Батьки святителя Митрофана належали до духовного звання, за словами самого святителя, «я народився у світ цей від благочестивих батьків і вихований ними в непорочному благочесті Східної Церкви, у православній вірі».
Був одружений, мав сина Івана.
В сорок років Михайло став удівцем. В 1663 році був пострижений у чернецтво з іменем Митрофан у Золотниківській пустині на честь Успіння Божої Матері. Митрофан був відомий строгим чернечим життям і вже у 1665 році на прохання братії Яхромського Косьмина монастиря був поставлений ігуменом цієї обителі. Під час його настоятельства у монастирі був побудований новий Спаський храм, котрий був забезпечений всім необхідним церковним начинням.
З 1675 року святитель Митрофан став настоятелем Унженського Свято-Троїцького монастиря, котрим опікувався царський дім Романових. Під його керівництвом і в цій обителі був побудований новий храм - кам'яний Благовіщенський з трапезною і колокольнею — освячений у 1680 році.
В 1677 році за дорученням Патріарха Якима настоятель Митрофан обстежив храми у ветлужських селах, а також заміняв у храмах Галича і Юрієвця Поволжського з повітами стародруковані богослужбові книги на нові. В 1680 році одночасно з настоятельством в Унженському монастирі, він був призначений десятильником — керівником Унженської десятини, у склад котрої входили 94 храми.
Микола Олександрович Мотовилов, відомий як служка отця Серафима Саровського у своїй книзі "Записки Миколи Олександровича Мотовилова, служки Божої Матері і преподобного Серафима" згадує деякі обставини канонічного прославлення святителя Митрофана. Зокрема він пише, що за його участю була переписана набіла і подана імператору повна служба святителю Митрофану, а також створений повний життєпис святителя. При цьому, посилаючись на слова митрополита Антонія, Микола Мотовилов звертає увагу, що у справі відкриття мощей і прославленні святителів Митрофана Воронізького і Тихона Задонського дуже допоміг Олексій Олександрович Павлов, чиновник при обер-прокурорі Священного Синоду, зять генерала Олексія Єрмолова.